# Sueco/Diskografie
Diese Diskografie ist eine Übersicht über die musikalischen Werke des US-amerikanischen Rappers und Sängers Sueco. Den Schallplattenauszeichnungen zufolge hat er bisher mehr als 1,7 Millionen Tonträger verkauft. Seine erfolgreichste Veröffentlichung ist die Single Fast mit über 1,1 Millionen verkauften Einheiten.

## Alben

### Studioalben
| Jahr | Titel Musiklabel                            | Höchstplatzierung, Gesamtwochen, AuszeichnungChartsChartplatzierungen (Jahr, Titel, Musiklabel, Platzierungen, Wochen, Auszeichnungen, Anmerkungen) | Anmerkungen                         |
| Jahr | Titel Musiklabel                            | US | Anmerkungen                         |
| ---- | ------------------------------------------- | --- | ----------------------------------- |
| 2022 | It Was Fun While It Lasted Atlantic Records | US122 (1 Wo.)US | Erstveröffentlichung: 4. März 2022  |
| 2024 | Attempted Lover Suecotic Records            | — | Erstveröffentlichung: 19. Juli 2024 |

### EPs
| Jahr | Titel Musiklabel           | Anmerkungen                              |
| ---- | -------------------------- | ---------------------------------------- |
| 2019 | Miscreant Atlantic Records | Erstveröffentlichung: 19. September 2019 |

## Singles

### Als Leadmusiker
| Jahr | Titel Album                               | Höchstplatzierung, Gesamtwochen, AuszeichnungChartplatzierungen (Jahr, Titel, Album, Platzierungen, Wochen, Auszeichnungen, Anmerkungen) | Höchstplatzierung, Gesamtwochen, AuszeichnungChartplatzierungen (Jahr, Titel, Album, Platzierungen, Wochen, Auszeichnungen, Anmerkungen) | Anmerkungen                                                            |
| Jahr | Titel Album                               | US | Rock | Anmerkungen                                                            |
| ---- | ----------------------------------------- | --- | --- | ---------------------------------------------------------------------- |
| 2019 | Fast Miscreant                            | US— PlatinUS | — | Erstveröffentlichung: 1. April 2019 Verkäufe: + 1.160.000              |
| 2021 | Paralyzed It Was Fun While It Lasted      | US65 Gold · (2 Wo.)US | Rock8 (22 Wo.)Rock | Erstveröffentlichung: 13. August 2021 Verkäufe: + 575.000              |
| 2021 | Sober/Hungover It Was Fun While It Lasted | — | Rock27 (6 Wo.)Rock | Erstveröffentlichung: 29. Oktober 2021 feat. Arizona Zervas            |
| 2021 | Story of My Life –                        | — | Rock25 (4 Wo.)Rock | Erstveröffentlichung: 1. Dezember 2021 mit Illenium feat. Trippie Redd |

Weitere Singles
| Jahr | Titel                     | Album                      |
| ---- | ------------------------- | -------------------------- |
| 2019 | Fishscale                 | –                          |
| 2019 | Dork                      | Miscreant                  |
| 2019 | Juice                     | –                          |
| 2020 | Smackdown                 | –                          |
| 2020 | Primadonna                | It Was Fun While It Lasted |
| 2021 | SOS (feat. Travis Barker) | It Was Fun While It Lasted |
| 2022 | Loser                     | It Was Fun While It Lasted |
| 2022 | Today                     | It Was Fun While It Lasted |
| 2023 | POS                       | –                          |
| 2023 | Help Me                   | –                          |
| 2023 | Yours (feat. Bea Miller)  | –                          |
| 2024 | Drama Queen               | Attempted Lover            |
| 2024 | Mulholland Drive          | Attempted Lover            |
| 2024 | Outta My Head             | Attempted Lover            |

### Als Gastmusiker
| Jahr | Titel                  | Anmerkungen                                                   |
| ---- | ---------------------- | ------------------------------------------------------------- |
| 2019 | Swank                  | Becky feat. Sueco                                             |
| 2019 | ATM Freestyle          | $teven Cannon feat. Sueco the Child                           |
| 2020 | Speed Me Up            | Lil Yachty feat. Wiz Khalifa, Ty Dolla $ign & Sueco the Child |
| 2021 | Dancing with My Demons | Nathan James feat. Sueco                                      |
| 2021 | Story of my Life       | Illenium & Sueco feat. Trippie Redd                           |
| 2022 | Fuck Society           | Sk8 feat. Sueco & Rook                                        |
| 2022 | Ride It Hard           | Warren Zeiders feat. Sueco                                    |
| 2022 | Robbery                | Dreamers feat. Sueco                                          |
| 2023 | Spark                  | Oni feat. Sueco                                               |
| 2024 | Nosebleed              | Stand Atlantic feat. Sueco                                    |

### Beiträge für Soundtracks
| Jahr | Titel       | Anmerkungen                            |
| ---- | ----------- | -------------------------------------- |
| 2022 | Loser NHL23 | Erstveröffentlichung: 14. Oktober 2022 |

## Videografie

### Musikvideos
| Jahr | Titel                                   | Regie            |
| ---- | --------------------------------------- | ---------------- |
| 2019 | Never Enough                            | Ryan Librada     |
| 2019 | Fast                                    | RJ Sanchez       |
| 2019 | Dork                                    | Ryan Librada     |
| 2020 | Primadonna                              | Chicken          |
| 2021 | SOS (feat. Travis Barker)               | Trevor Potter    |
| 2021 | Paralyzed                               | Alex Bittan      |
| 2021 | Sober / Hungover (feat. Arizona Zervas) | Jake the Shooter |
| 2022 | Loser                                   | Jake the Shooter |
| 2022 | Drunk Dial                              | Nas Bogado       |
| 2022 | Today                                   | Nas Bogado       |
| 2022 | Salt                                    | Nas Bogado       |
| 2022 | Next Ex                                 | Justice Silvera  |
| 2022 | Last Thing I Do                         | Jake the Shooter |

## Statistik

### Chartauswertung
|                     | US    |
| ------------------- | ----- |
| Nummer-eins-Alben   | US—US |
| Top-10-Alben        | US—US |
| Alben in den Charts | US1US |

|                       | US    | Rock      |
| --------------------- | ----- | --------- |
| Nummer-eins-Singles   | US—US | Rock—Rock |
| Top-10-Singles        | US—US | Rock1Rock |
| Singles in den Charts | US1US | Rock3Rock |

### Auszeichnungen für Musikverkäufe
| Goldene Schallplatte - Australien - 2023: für die Single Paralyzed - Kanada - 2023: für die Single Paralyzed | 2× Platin-Schallplatte - Kanada - 2023: für die Single Fast |

Anmerkung: Auszeichnungen in Ländern aus den Charttabellen bzw. Chartboxen sind in ebendiesen zu finden.
| Land/RegionAuszeichnungen für Musikverkäufe (Land/Region, Auszeichnungen, Verkäufe, Quellen) | Gold     | Platin     | Verkäufe  | Quellen         |
| -------------------------------------------------------------------------------------------- | -------- | ---------- | --------- | --------------- |
| Australien (ARIA)                                                                            | Gold1    | —          | 35.000    | aria.com.au     |
| Kanada (MC)                                                                                  | Gold1    | 2× Platin2 | 200.000   | musiccanada.com |
| Vereinigte Staaten (RIAA)                                                                    | Gold1    | Platin1    | 1.500.000 | riaa.com        |
| Insgesamt                                                                                    | 3× Gold3 | 3× Platin3 |           |                 |